# Robert Schwarzenbach & Co
Die Robert Schwarzenbach & Co AG (offiziell Robt. Schwarzenbach & Co AG) wurde 1829 in Thalwil (Kanton Zürich) gegründet und stellte Seidenstoffe her. 1928 war Schwarzenbach mit 28'000 Angestellten und einem Umsatz von 267 Millionen Schweizer Franken das grösste Textilunternehmen der Welt, wobei ein Grossteil des Umsatzes in den USA erzielt wurde.

## Geschichte
1829 machte sich Johannes Schwarzenbach-Landis (1804–1861) als Seidenfabrikant selbständig. 1832 gründete er zusammen mit seinem Vater Joseph Schwarzenbach-Kölliker und seinem Schwager Jakob Näf-Schwarzenbach die Seidenweberei Näf & Schwarzenbach mit Geschäftssitz im Ägertli, Gemeinde Thalwil. Der neue Geschäftssitz in zwei Wohnhäusern (Ferggstube) an der Seestrasse wurde 1846 mit einer Seidenwinderei und -zwirnerei erweitert.

1852 trennten sich die Geschäftspartner, und Johannes Schwarzenbach-Landis gründete die Schwarzenbach-Landis & Cie. In Arn (Horgen), Männedorf und Greifensee wurden Ferggereien eröffnet, die den Handwebern die Löhne ausbezahlten und die Seidenstoffe entgegennahmen, die sie auf Handwebstühlen in Heimarbeit produziert hatten und die grösstenteils exportiert wurden. August Schwarzenbach (1834–1888), der älteste Sohn, erhielt 1856 die Prokura.

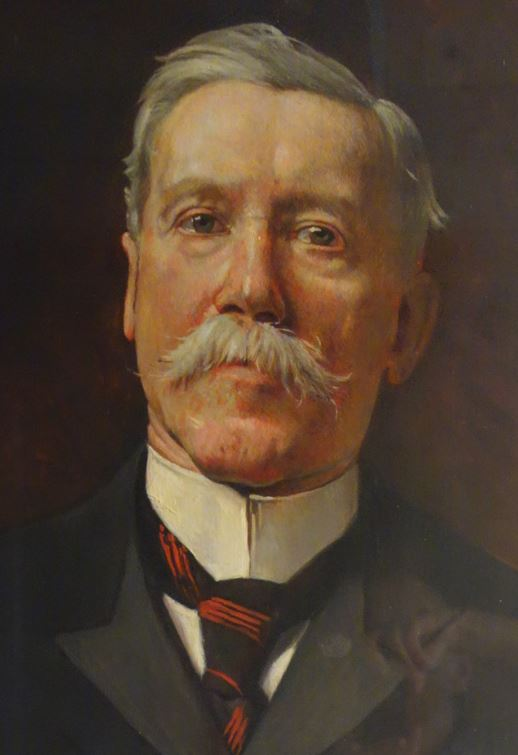
Robert Schwarzenbach 1839–1904

In Adliswil wurde 1860 die Mechanische Seidenstoffweberei MSA mit dem Schwager Emil Zürrer-Schwarzenbach (Weisbrod-Zürrer) gegründet. Nach dem Tod von Johannes Schwarzenbach 1861 erbten seine Frau Anna Elisabetha mit den zehn Kindern das Geschäft, das jetzt von Anna Elisabetha und den Söhnen August und Robert (1839–1904) geführt wurde. Nachdem 1868 die Miterben aus dem Geschäft ausgeschieden waren, wurde es von August und Robert als alleinige Inhaber weiter geführt und ausgebaut.
Im Jahr 1870 konnten rund 1200 Handweber in Arn, Greifensee, Männedorf und Thalwil beschäftigt werden. In den Folgejahren wurden in der ganzen Schweiz Ferggstuben eingerichtet und den Handwebern 2000 Lyoner Handwebstühle abgegeben: Hedingen, Berner Jura (Laufen, Mervelier, Courroux), Rüti, Gaster, Höfe (Pfäffikon), Steinen, Einsiedeln, Stans, Lungern, Erlenbach.
1874 wurden 633'240 Laufmeter Seidenstoffen im Verkaufswert von 2,2 Millionen Franken produziert und verkauft. Eigene Verkaufsbüros wurden ab 1877 in London, Lyon, Berlin, New York, Como und Mailand gegründet. Die Jacquardweberei wurde 1880 eingeführt.
Die Wirtschaftskrise von 1873 führte dazu, dass verschiedene Länder eine Schutzzollpolitik einführten, um ihre Wirtschaft vor den billigen Importen der ausländischen Konkurrenz zu schützen. Dies zwang die Schweizer Exporteure Tochtergesellschaften in ihren Absatzländern aufzubauen. Das Unternehmen Schwarzenbach gründete folgende Tochtergesellschaften: Italien (San Pietro-Seveso, Croce, Cadagno, Molin Prato San Pietro, Lecco, Castello), Nordamerika (Westhoboken, Union Hill, Bayonne, Altoona), Frankreich: (Boussie, La Tour du Pin) und Deutschland (Hüningen 1897 heute Frankreich, Wollmatingen 1907–1970er 450 Mitarbeiter, Friedlingen 1922–1982 450 Mitarbeiter). Damit entwickelte es sich zum 1928 weltweit grössten Schweizer Konzern und grössten Textilfirma der Welt, mit eigenem Hochhaus in Manhattan.
1884 produzierten die 3722 Mitarbeiter 2'619'460 Laufmeter Seidenstoffe im Verkaufswert von 7,5 Millionen Franken. Im gleichen Jahr wurde mit dem Bau von Shedhallen für die mechanischen Webstühle begonnen, um auf die mechanische Weberei umstellen zu können.
Nach dem Tod von August Schwarzenbach (1834–1888) wurde das Unternehmen 1892 in die Kollektivgesellschaft Robert Schwarzenbach & Co. umgewandelt. Als Robert Schwarzenbach-Frölicher (1875–1929, Schwarzenbach, Huber & Co., New York), der älteste Sohn, 1899 Teilhaber wurde, betrug die Jahresproduktion 5'139'000 Laufmeter im Wert von 12,3 Millionen Franken und die Beschäftigten waren auf 5595 gestiegen.
Nach dem Tod von Robert Schwarzenbach (1839–1904) übernahmen die Söhne Robert Schwarzenbach-Frölicher, Alfred Schwarzenbach-Wille (1876–1940) (wohnte ab 1912 auf dem Landgut Bocken Horgen) und Edwin Schwarzenbach-von Muralt die Geschäftsleitung.

Seidenweberei Schwarzenbach um 1920

Dem Unternehmen gelang es, den Ersten Weltkrieg, die nachfolgende Grosse Depression und den Zweiten Weltkrieg, im Gegensatz zu vielen Grossindustriellen, zu überstehen. Dies war nur dank laufenden Anpassungen an die Entwicklung von Technik, Mode, Material (Kunstseide, Kunststofffasern) und die Konkurrenz aus Fernost sowie grossen finanziellen Opfern möglich. 1935 war die Produktion auf unter zehn Prozent geschrumpft.
Trotzdem musste der Fabrikbetrieb 1981 eingestellt werden, nur der Handelsbetrieb und die Zulieferfabrikation konnten erhalten werden. 1983 wurden die Fabriken zugunsten der Wohnsiedlung Marbach abgebrochen.
Heute hält das Unternehmen Immobilien und beteiligt sich insbesondere an Gesellschaften der Textilbranche. Gemäss ihren Statuten soll die Gesellschaft die Führung des Unternehmens als Betrieb der Familie Schwarzenbach und deren Nachkommen ermöglichen.